# Angelo Scuri
Angelo Scuri (ur. 24 grudnia 1959 we Florencji) – włoski szermierz, florecista. Złoty medalista olimpijski i czterokrotny medalista mistrzostw świata.
Na igrzyskach olimpijskich w Los Angeles w 1984 roku reprezentacja Włoch w składzie: Mauro Numa, Andrea Borella, Andrea Cipressa, Stefano Cerioni i Angelo Scuri zwyciężyła w turnieju drużynowym. Był to jego jedyny start olimpijski.
Podczas mistrzostw świata w Clermont-Ferrand w 1981 roku wywalczył brązowy medal w turnieju indywidualnym, plasując się za Władimirem Smirnowem z ZSRR i Rumunem Petru Kukim. Na rozgrywanych rok później mistrzostwach świata w Rzymie wywalczył drużynowo brązowy medal. Ponadto na mistrzostwach świata w Sofii w 1986 roku Mauro Numa, Andrea Cipressa, Andrea Borella, Federico Cervi i Angelo Scuri zwyciężyli w turnieju drużynowym.
Wywalczył również srebrny medal w turnieju indywidualnym na mistrzostwach Europy w Fogii w 1981 roku i brązowy podczas mistrzostw Europy w Lizbonie dwa lata później.